# Rożan Nowy
Rożan Nowy (biał. Новы Рожан; ros. Новый Рожан) – wieś na Białorusi, w obwodzie mińskim, w rejonie soligorskim, w sielsowiecie Czyrwonaja Słabada.
W dwudziestoleciu międzywojennym leżała w Polsce, w województwie poleskim, w powiecie łuninieckim, w gminie Czuczewicze, w pobliżu granicy ze Związkiem Sowieckim. Znajdowała się tu wówczas strażnica KOP „Nowy Rożan”.